# Shawnee Hills (Ohio)
Shawnee Hills é uma vila localizada no estado norte-americano de Ohio, no Condado de Delaware.

## Demografia
Segundo o censo norte-americano de 2000, a sua população era de 419 habitantes.
Em 2006, foi estimada uma população de 551, um aumento de 132 (31.5%).

## Geografia
De acordo com o United States Census Bureau tem uma área de
1,0 km², dos quais 1,0 km² cobertos por terra e 0,0 km² cobertos por água. Shawnee Hills localiza-se a aproximadamente 273 m acima do nível do mar.

## Localidades na vizinhança
O diagrama seguinte representa as localidades num raio de 16 km ao redor de Shawnee Hills.